# Favolaschia pterigena
Favolaschia pterigena är en svampart som beskrevs av Singer 1951. Favolaschia pterigena ingår i släktet Favolaschia och familjen Mycenaceae.   Inga underarter finns listade i Catalogue of Life.